# اکایوکان (شهرستان)
اکایوکان (شهردار) (به اسپانیایی: Acayucan (municipality)) در مکزیک است که در وراکروس واقع شده‌است.

## خصوصیات
اکایوکان ۷۲۴٫۶۵ کیلومترمربع مساحت و ۷۹٬۴۲۹ نفر جمعیت دارد و ۱۰۰ متر بالاتر از سطح دریا واقع شده‌است.